# Joodse begraafplaats

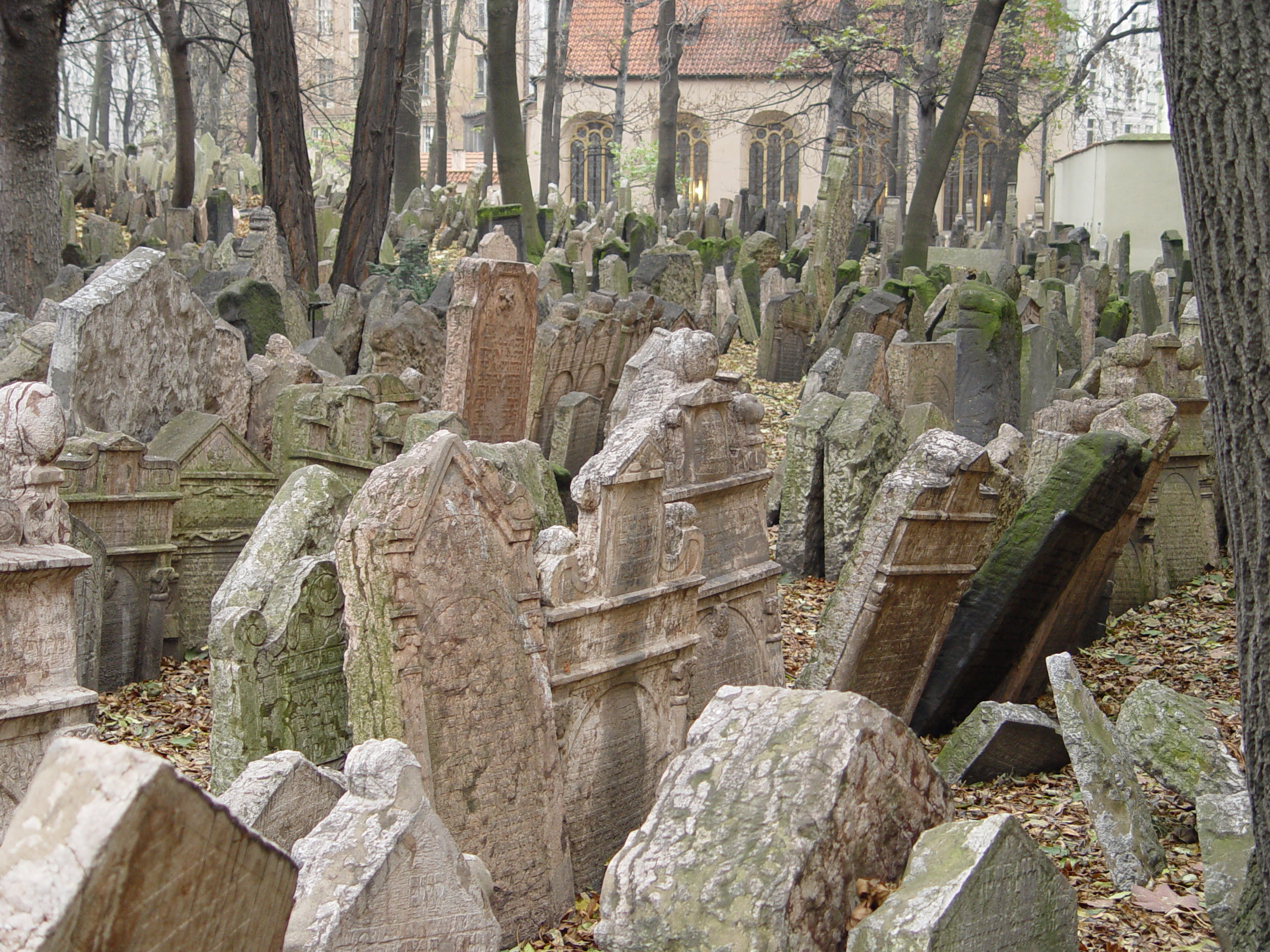
De Oude Joodse Begraafplaats in Praag

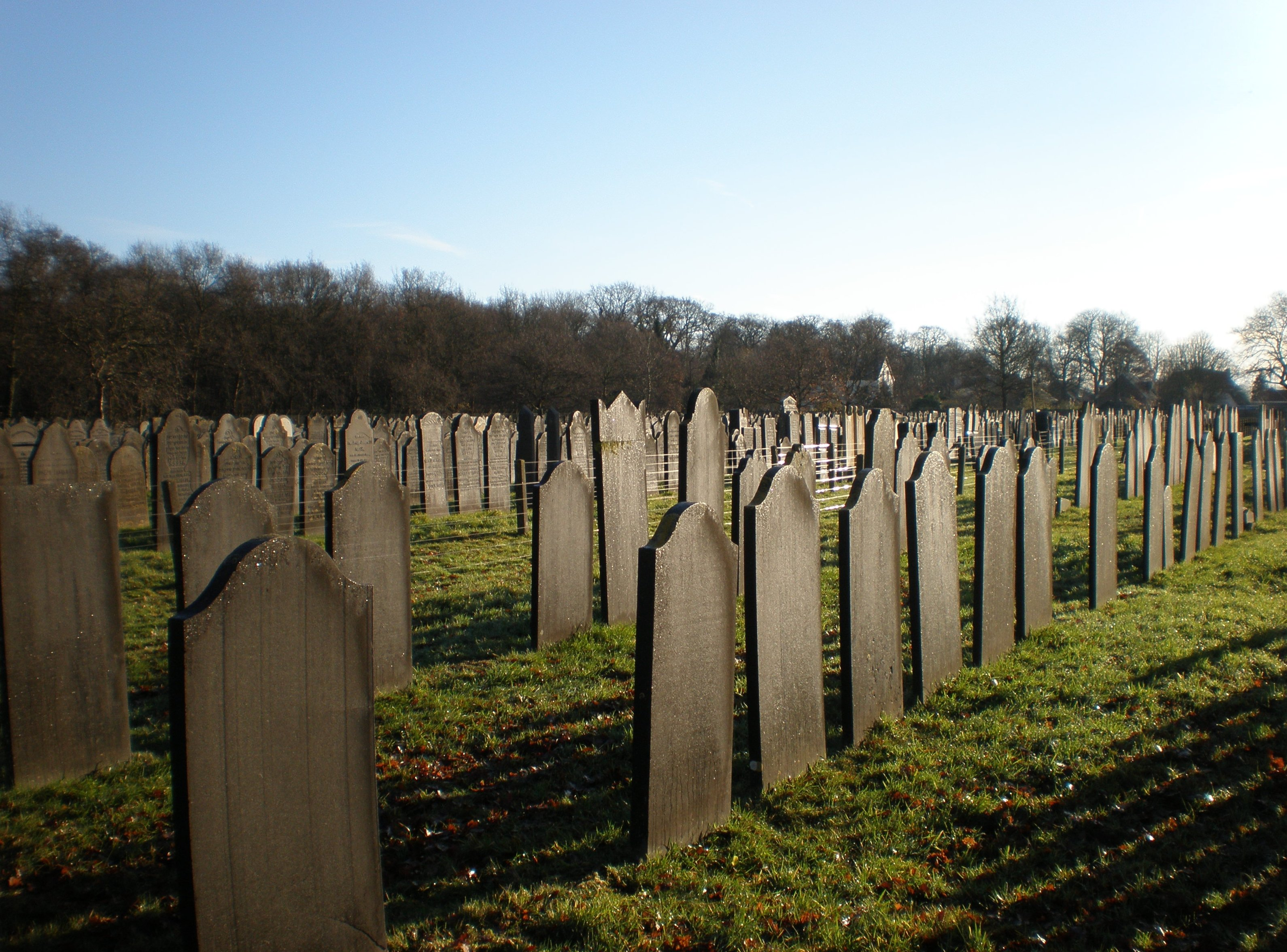
In Nederland liggen ongeveer 230 Joodse begraafplaatsen. Een van de grootste is die van Muiderberg.

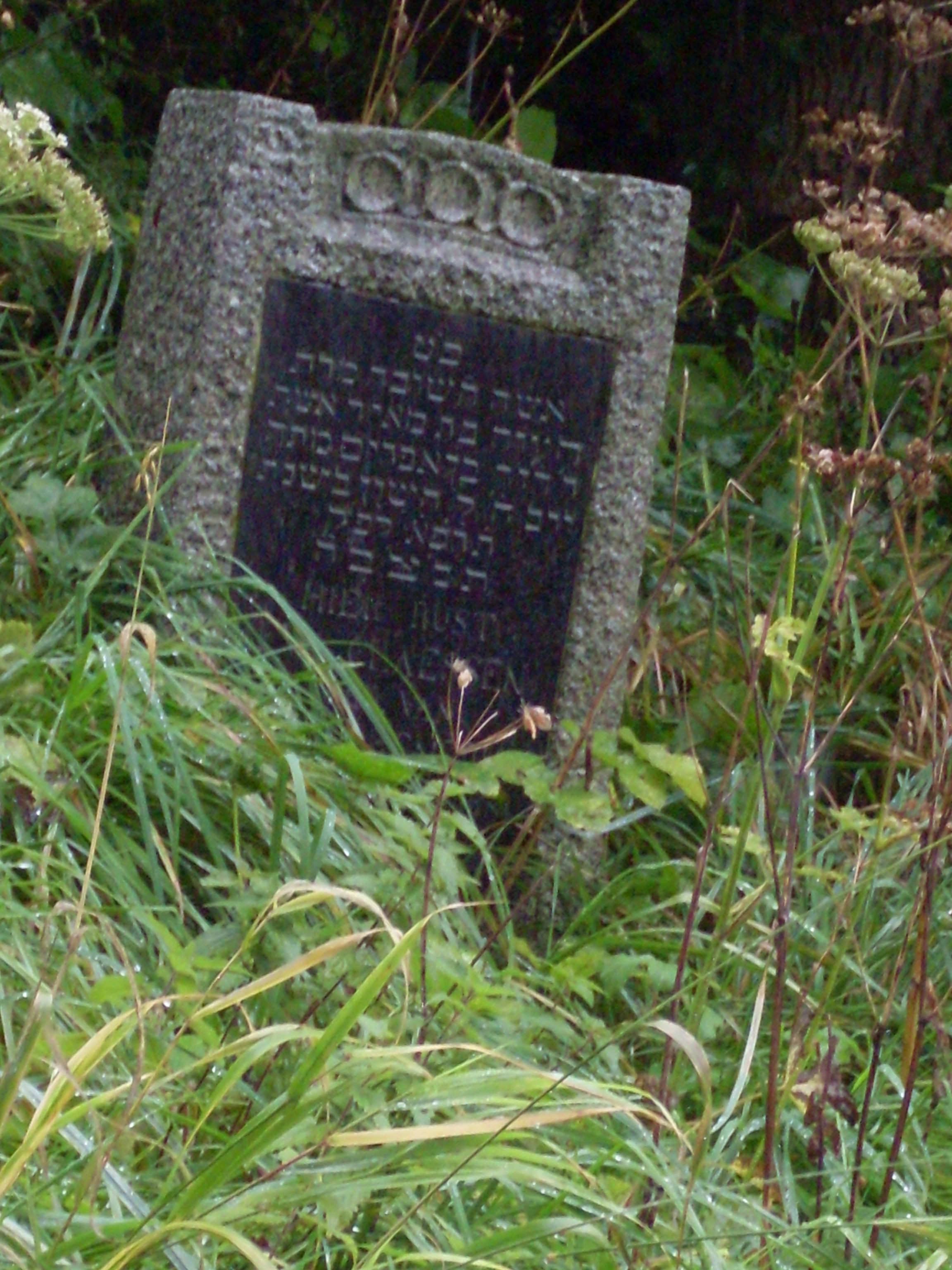
De oude Joodse begraafplaats van Valkenburg behoort tot de kleinste in Nederland, maar is wel een van de oudste

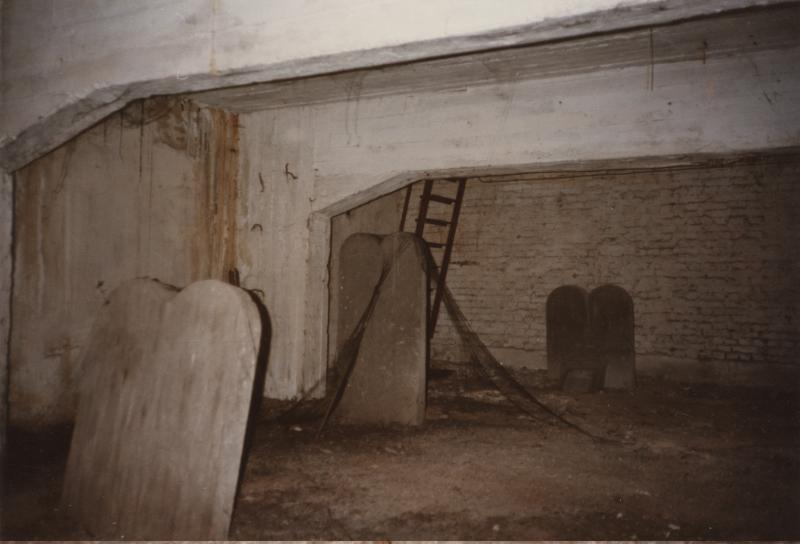
Uniek is de oude Joodse begraafplaats van Heerlen, die is gelegen onder de voormalige synagoge

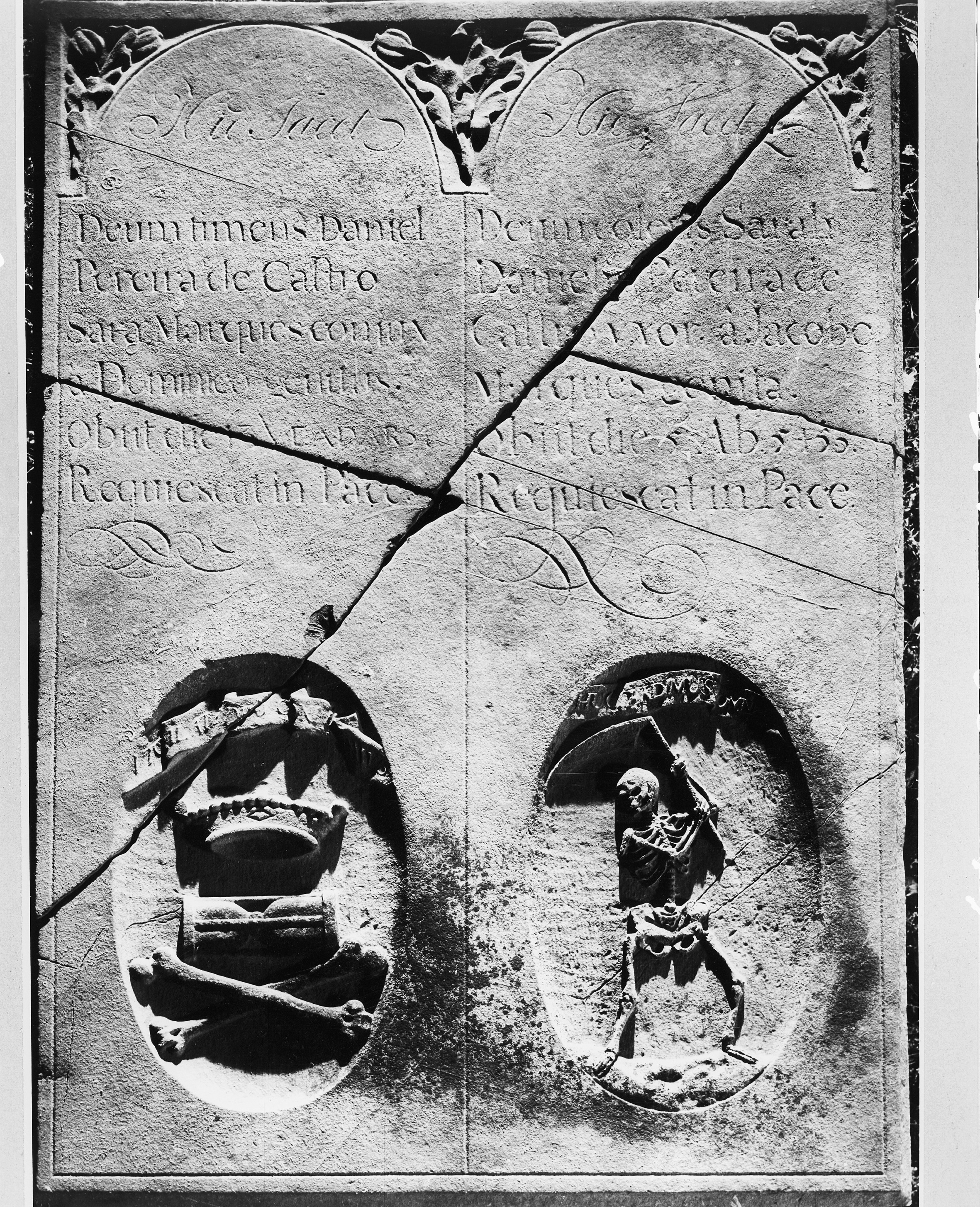
Sefardisch-Joodse grafsteen voor Daniel Pereira de Castro en Sarah Marques, 17 juli 1695, Beth Haim, Ouderkerk aan de Amstel

Een Joodse begraafplaats, soms ook Israëlitische begraafplaats genoemd, is een in het jodendom heilige plaats waar de doden eeuwige grafrust gegund wordt. Het Hebreeuws kent meerdere namen voor begraafplaats, waaronder:
- Bet Chaim (huis van het leven)
- Bet Olam (huis van de wereld)
- Bet Kevarot (huis der graven)[1]

## Kenmerken
Joodse begraafplaatsen zijn vaak zeer oud. Dit komt doordat Joodse begraafplaatsen niet geruimd mogen worden volgens de wetten van het jodendom en dus 'eeuwig' zijn. Over het begraven wordt in de Hebreeuwse Bijbel gesproken in het boek Ezechiël, hoofdstuk 37. Alleen bij zéér dringende redenen kan ertoe besloten worden graven te verplaatsen. Als er al een begraafplaats moet verdwijnen, dan dient dat altijd te gebeuren met instemming van het rabbinaat en in bijzijn van een rabbijn. De stoffelijke resten worden dan in verschillende kisten in één graf herbegraven. Dit is onder andere in 2008 gebeurd in Maastricht, toen bij werkzaamheden bij de Sint-Andrieskapel een Joodse begraafplaats werd ontdekt. De aangetroffen stoffelijke resten zijn toen herbegraven op de begraafplaats aan de Tongerseweg.
Het niet ruimen van graven kan leiden tot een probleem als een andere begraafplaats niet voorhanden is, of als een begraafplaats overvol is en er niemand meer bij kan. Vaak begraaft men dan een tweede laag mensen boven de eerste laag. Hiervoor wordt eerst een extra laag aarde aangebracht. Dit procedé is te herhalen en zo vindt men in Praag een begraafplaats met wel twaalf lagen. Of er in Nederland ook in meerdere lagen is begraven is niet zeker, maar bij de Oude begraafplaats van Roermond is dat zeer waarschijnlijk het geval.
Een Joodse begraafplaats ligt vaak, in ieder geval van oorsprong, niet binnen een bebouwde kom. Hoewel een begraafplaats gewijd is, is volgens de joodse religieuze wetten een lijk onrein. Binnen de grenzen van een dorp of stad is geen plaats voor iets dat onrein is.
Over het algemeen kan men Joodse begraafplaatsen indelen in twee groepen, Sefardische en Asjkenazische. De eerste wordt gekenmerkt door liggende grafstenen, terwijl op de tweede de grafstenen rechtop staan.
De Hebreeuwse tekst op Joodse grafstenen begint en eindigt bijna altijd met dezelfde tekens: hij begint met פנ (PN), wat staat voor Po Niqbar (hier is begraven), of met פט (PT), wat staat voor Po Tamoen (hier is verborgen), en eindigt met תנצבה, (TNTBH) wat staat voor Tehi Nisjmato Tseroera Bitsror Hachajim (zijn/ haar ziel gebundeld in de bundel [der zielen] des levens). Deze teksten zijn vergelijkbaar met het Latijnse R.I.P. (requiescat in pace ofwel rust in vrede) op Christelijke grafstenen.
Mensen met de naam Cohen (of verwante namen als Caan/ Cahen/ Caenen) worden vaak aan de buitenkant van een rij graven begraven, langs het pad. Dit pad heet dan ook een Kohaniempad. Cohen (כוהן) is Hebreeuws voor priester, afgeleid van de priester Aäron. Het is een priester verboden een begraafplaats te betreden, omdat deze onrein is. De paden zijn echter niet onrein en zo kan een priester toch het graf van familie bezoeken. Het graf van mensen met de naam Cohen draagt vaak een afbeelding van twee zegenende handen. Er zijn meer van dit soort tekens, zoals een waterkan, het teken dat wordt toegepast bij de Levieten, een kistje met instrumenten voor een besnijdenis bij een moheel of een sjofarhoorn. Soms ziet men een davidster of een menora boven aan een grafsteen. Bij iemand die op jeugdige leeftijd is komen te overlijden (dus letterlijk in de bloei van zijn of haar leven) ziet men vaak een geknakte boom.
Op graven van rabbijnen treft men soms een opengeslagen boek aan. Vaak met een kroon erboven. Ook tekens die verwijzen naar de naam van de overledene komen voor zoals een leeuw (Löw, Loew, Leib, Arye of Judah), een beer (Bär), een gans (Ganz), een perenboom (Pereira) of een olijvenboom (Oliveira).

## Bezoek
Op de sabbat en de Joodse feest- en gedenkdagen zijn de begraafplaatsen voor bezoek gesloten. Een Joodse begraafplaats heeft dezelfde heiligheid als een synagoge. Heren wordt gevraagd hun hoofd te bedekken. Het wordt beschouwd als een vorm van respectloosheid ten aanzien van de overledenen om over een graf te lopen of erop te staan, ertegenaan te leunen, er te eten, drinken of roken. Als men een grafsteen nader wil bekijken, benadert men deze van de zijkant.
Bij het verlaten van de begraafplaats wassen religieuze Joodse mannen hun handen om zo het onderscheid te maken tussen leven en dood. Hiervoor is vaak een speciale plek ingericht. Het handen wassen neemt binnen het Jodendom een belangrijke plek in. Omdat de dood onrein is moet alles wat daarmee in aanraking komt gereinigd worden. Het water wordt uit een speciale kan met twee handvaten over de handen gegoten: eerst tweemaal over de rechterhand, dan tweemaal over de linkerhand waarbij gezegd wordt: "Geprezen bent U G'd, Heer der Wereld, die ons heeft geheiligd met zijn geboden en ons opdroeg om de handen te wassen." 

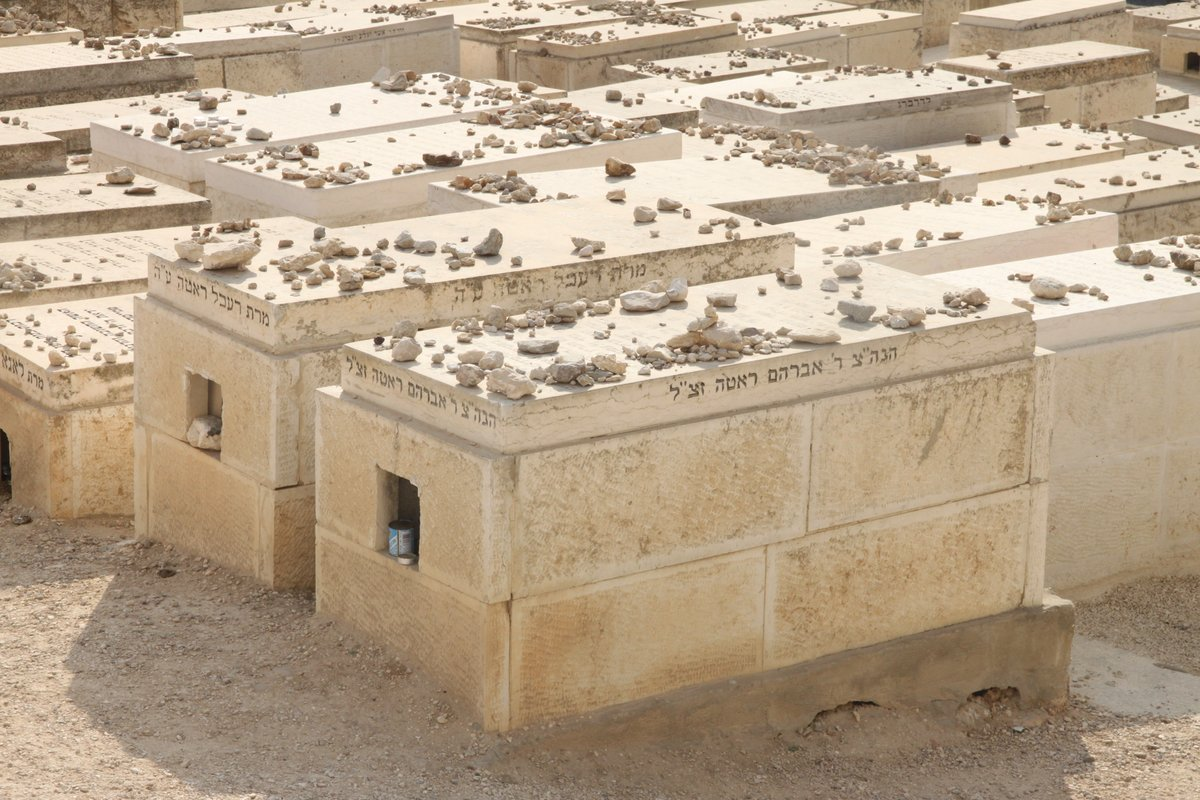
Joodse begraafplaats in Israël met stenen op de graven

### Steentjes op het graf
Vaak laten bezoekers, met name die van Asjkenazische afkomst, een steentje op het graf achter, ten teken dat men er is geweest en de doden heeft herdacht. De oorsprong van dit gebruik is oud en stamt mogelijk uit de oudtestamentische tijd, toen het Joodse volk een nomadisch bestaan leidde. Mensen werden begraven op de plek waar ze stierven en de graven werden gemarkeerd met hopen stenen. Soms werd de overledene op een harde grond onder een hoop stenen begraven. Om het graf te markeren en te voorkomen dat de overledene werd opgegeten door dieren, werden er stenen op gelegd. Andere bezoekers vulden de stenen uit respect aan.
Later kreeg het plaatsen van een steen op een graf symbolische betekenissen, zoals:
- Stenen vergaan niet en hebben eeuwigheidswaarde, dat staat voor het eeuwigdurende grafrecht.[6]
- Een onvergankelijke steen, die weer en wind kan doorstaan, staat voor onvergankelijke liefde en eeuwig geloof.[4]
- Door een steentje aan de grafsteen toe te voegen, geeft de bezoeker aan verder te willen bouwen op de goede daden van de overleden persoon.[4]
- Als teken dat het graf bezocht is, zoals op andere begraafplaatsen bloemen worden neergelegd.[1]
- Als symbool voor heiligheid in het algemeen, zoals de steen waarop Abraham Isaäc zou offeren, of de stenen van de tempelmuur in Jeruzalem.[7]

Sefardische Joden in Nederland leggen vaak wat gras op het graf. In andere Sefardische gemeenschappen worden vaak kaarsen gebrand. Dat is ook de gewoonte bij chassidische Joden.

## Joodse begraafplaatsen in Nederland
De aanwezigheid van een Joodse minderheid in Nederland heeft een lange geschiedenis. Hoewel zij pas eind 18e eeuw als volwaardige burgers werden erkend, voelden zij zich hier al eeuwenlang thuis. Daaraan kwam een abrupt einde door de verschrikkingen van de Tweede Wereldoorlog. Hoewel er nu niet zo heel veel Joden meer zijn in Nederland, heeft hun vroegere aanwezigheid haar sporen nagelaten in de vorm van vele Joodse begraafplaatsen.
In Nederland zijn ongeveer 230 Joodse begraafplaatsen te vinden waarvan er 29 een beschermende monumentenstatus hebben.

## Joodse begraafplaatsen in België
De Belgische overheid geeft geen garantie voor een eeuwigdurend grafrecht. Omdat dit voor religieuze Joden echter zeer belangrijk is, kiezen veel Belgische Joden ervoor zich in Nederland te laten begraven. Voorbeelden van Joodse begraafplaatsen in Nederland waar veel Belgische Joden begraven liggen zijn Eijsden, Bergen op Zoom en Putte.
Toch kent ook België een aantal Joodse begraafplaatsen. Er is bijvoorbeeld een apart veld op begraafplaats Schoonselhof bij Antwerpen, en er zijn Joodse begraafplaatsen aan de Dieweg in Ukkel nabij Brussel en aan de Stationstraat te Dilbeek.

## Joodse begraafplaatsen in andere Europese landen
Ook in andere Europese landen bestaan er uiteraard joodse begraafplaatsen.
- In Bosnië en Herzegovina:
  - Joodse begraafplaats van Sarajevo

- In Duitsland:
  - Joodse begraafplaats van Beilstein
  - Joodse begraafplaats van Buchenau
  - Joodse begraafplaats van Holzfeld
  - Joodse begraafplaats van Mülheim
  - Joodse begraafplaats van Worms
  - Begraafplaats Weißensee

- In Frankrijk:
  - Joodse begraafplaats van Besançon

- In Moldavië:
  - Joodse begraafplaats van Chișinău

- In Tsjechië
  - Oude Joodse Begraafplaats
  - Nieuwe Joodse Begraafplaats